# Udi Adam
El Mayor general Ehud "Udi" Adam (hebreo: אהוד "אודי" אדם, nacido en 1958 en Tel Aviv) es un General del Fuerzas de Defensa de Israel y anterior Jefe del Comando Norte de Israel. Adam recio un B.A. en psicología y en sociología de la Universidad de Bar-Ilan y estudio más adelante en la Escuela de Guerra de París, en donde él recibió el Máster en Estudios Estratégicos. Su padre era el General Yekutiel Adam, Subcomandante de las FDI, que fue muerto durante la Guerra de Líbano el 10 de junio de 1982. 
La carrera militar de Adam comenzó en 1976 cuando se alistó al Cuerpo Israelí de Tanques. Antes de hacerse cargo del Comando Norte en 2005, él era el director de la Dirección Israelí de Tecnológica y Logística. Como jefe del Comando Norte, Adam condujo y coordinó las fuerzas israelíes contra Hezbolá durante la Guerra del Líbano de 2006
 El 8 de agosto de 2006, el Comandante de las FDI, Moshe Kaplinsky lo designó a la dirección del Comando Norte.